# فلاویان انزو بویومو
فلاویان انزو بویومو (انگلیسی: Flavien Enzo Boyomo؛ زادهٔ ۷ اکتبر ۲۰۰۱) بازیکن فوتبال است.